# Levesville-la-Chenard
Pour les articles homonymes, voir Chenard.
Levesville-la-Chenard est une commune française située dans le département d'Eure-et-Loir en région Centre-Val de Loire.

## Géographie

### Situation

Situation géographique
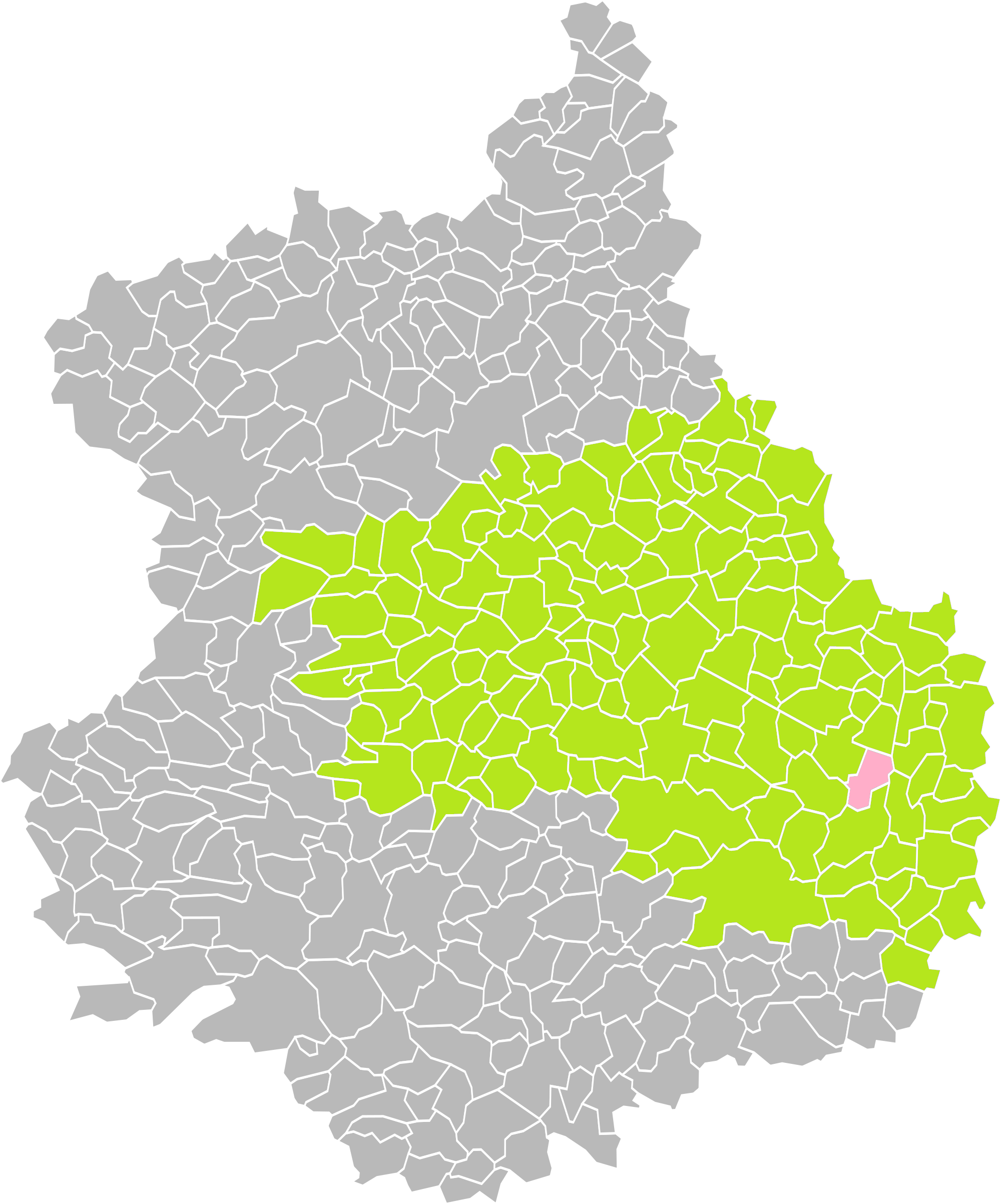
Lesvesville-la-Chenard dans son arrondissement.
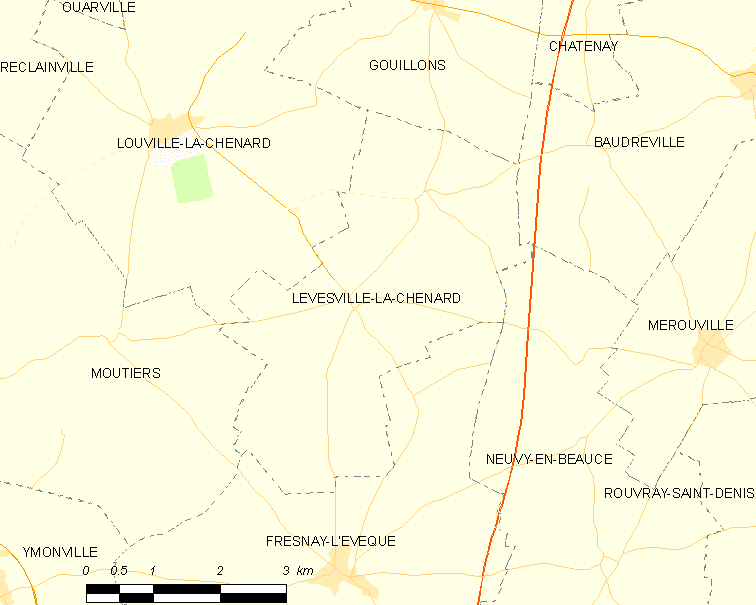
Carte de la commune de Levesville-la-Chenard.

### Communes limitrophes
| Louville-la-Chenard | Gouillons             | Baudreville     |
|                     | Levesville-la-Chenard | Neuvy-en-Beauce |
| Moutiers            | Fresnay-l'Évêque      |                 |

### Climat
Pour des articles plus généraux, voir Climat du Centre-Val de Loire et Climat d'Eure-et-Loir.
En 2010, le climat de la commune est de type climat océanique dégradé des plaines du Centre et du Nord, selon une étude du CNRS s'appuyant sur une série de données couvrant la période 1971-2000. En 2020, Météo-France publie une typologie des climats de la France métropolitaine dans laquelle la commune est exposée à un climat océanique altéré et est dans la région climatique  Sud-ouest du bassin Parisien, caractérisée par une faible pluviométrie, notamment au printemps (120 à 150 mm) et un hiver froid (3,5 °C). 
Pour la période 1971-2000, la température annuelle moyenne est de 10,7 °C, avec une amplitude thermique annuelle de 15,2 °C. Le cumul annuel moyen de précipitations est de 636 mm, avec 10,6 jours de précipitations en janvier et 7,5 jours en juillet. Pour la période 1991-2020, la température moyenne annuelle observée sur la station météorologique de Météo-France la plus proche, « Louville », sur la commune de Louville-la-Chenard à 4 km à vol d'oiseau, est de 11,5 °C et le cumul annuel moyen de précipitations est de 625,8 mm,. Pour l'avenir, les paramètres climatiques de la commune estimés pour 2050 selon différents scénarios d'émission de gaz à effet de serre sont consultables sur un site dédié publié par Météo-France en novembre 2022.

## Urbanisme

### Typologie
Au 1er janvier 2024, Levesville-la-Chenard est catégorisée commune rurale à habitat dispersé, selon la nouvelle grille communale de densité à 7 niveaux définie par l'Insee en 2022.
Elle est située hors unité urbaine. Par ailleurs la commune fait partie de l'aire d'attraction de Paris, dont elle est une commune de la couronne,. 

### Occupation des sols
L'occupation des sols de la commune, telle qu'elle ressort de la base de données européenne d’occupation biophysique des sols Corine Land Cover (CLC), est marquée par l'importance des territoires agricoles (100 % en 2018), une proportion identique à celle de 1990 (100 %). La répartition détaillée en 2018 est la suivante : 
terres arables (100 %). L'évolution de l’occupation des sols de la commune et de ses infrastructures peut être observée sur les différentes représentations cartographiques du territoire : la carte de Cassini (XVIIIe siècle), la carte d'état-major (1820-1866) et les cartes ou photos aériennes de l'IGN pour la période actuelle (1950 à aujourd'hui).

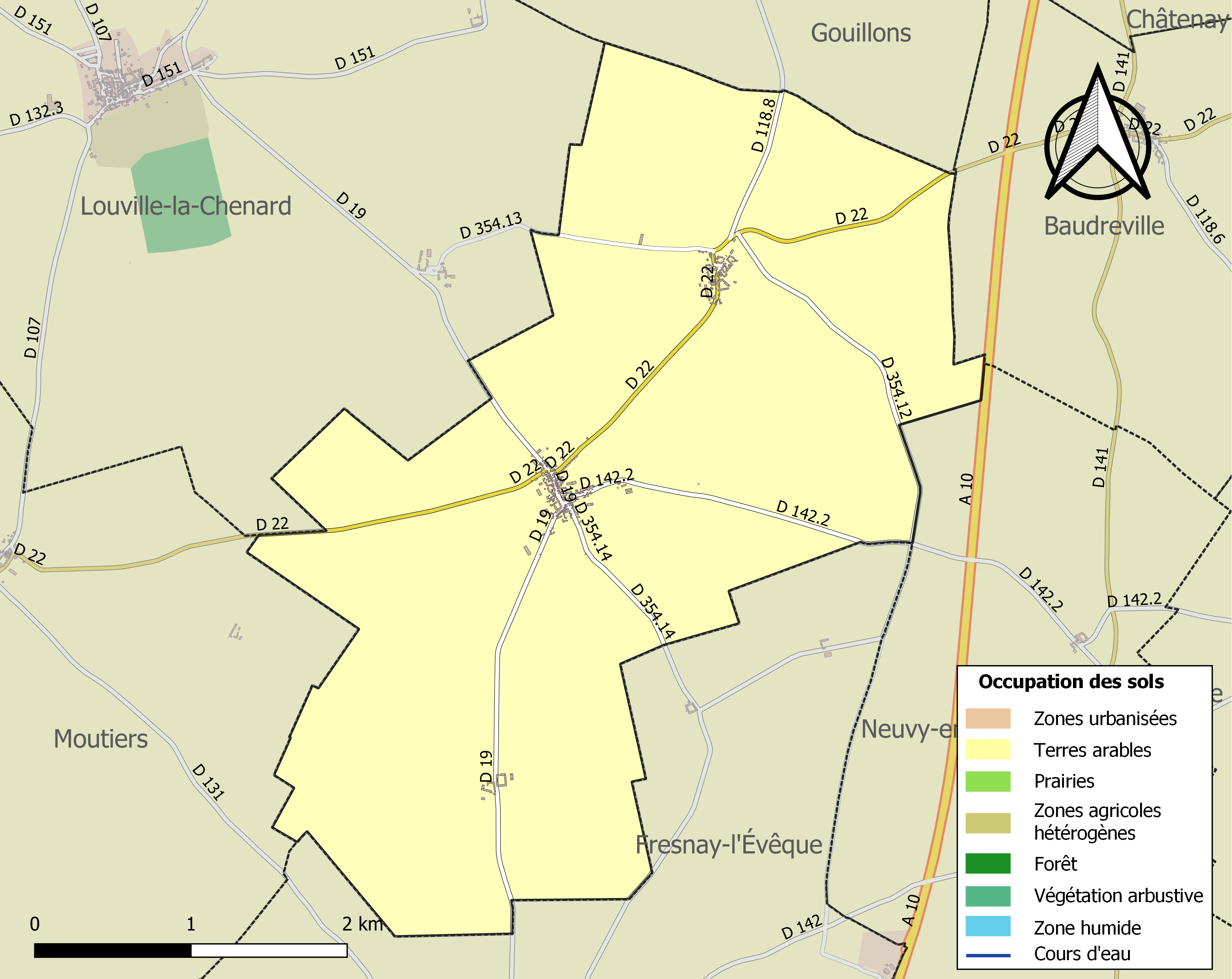
Carte des infrastructures et de l'occupation des sols de la commune en 2018 (CLC).

### Risques majeurs
Le territoire de la commune de Levesville-la-Chenard est vulnérable à différents aléas naturels : météorologiques (tempête, orage, neige, grand froid, canicule ou sécheresse), inondations, mouvements de terrains et séisme (sismicité très faible). Il est également exposé à un risque technologique, le transport de matières dangereuses. Un site publié par le BRGM permet d'évaluer simplement et rapidement les risques d'un bien localisé soit par son adresse soit par le numéro de sa parcelle.

#### Risques naturels
Certaines parties du territoire communal sont susceptibles d’être affectées par le risque d’inondation par débordement de cours d'eau, notamment le Coinon et l'Eure. La commune a été reconnue en état de catastrophe naturelle au titre des dommages causés par les inondations et coulées de boue survenues en 1999,.

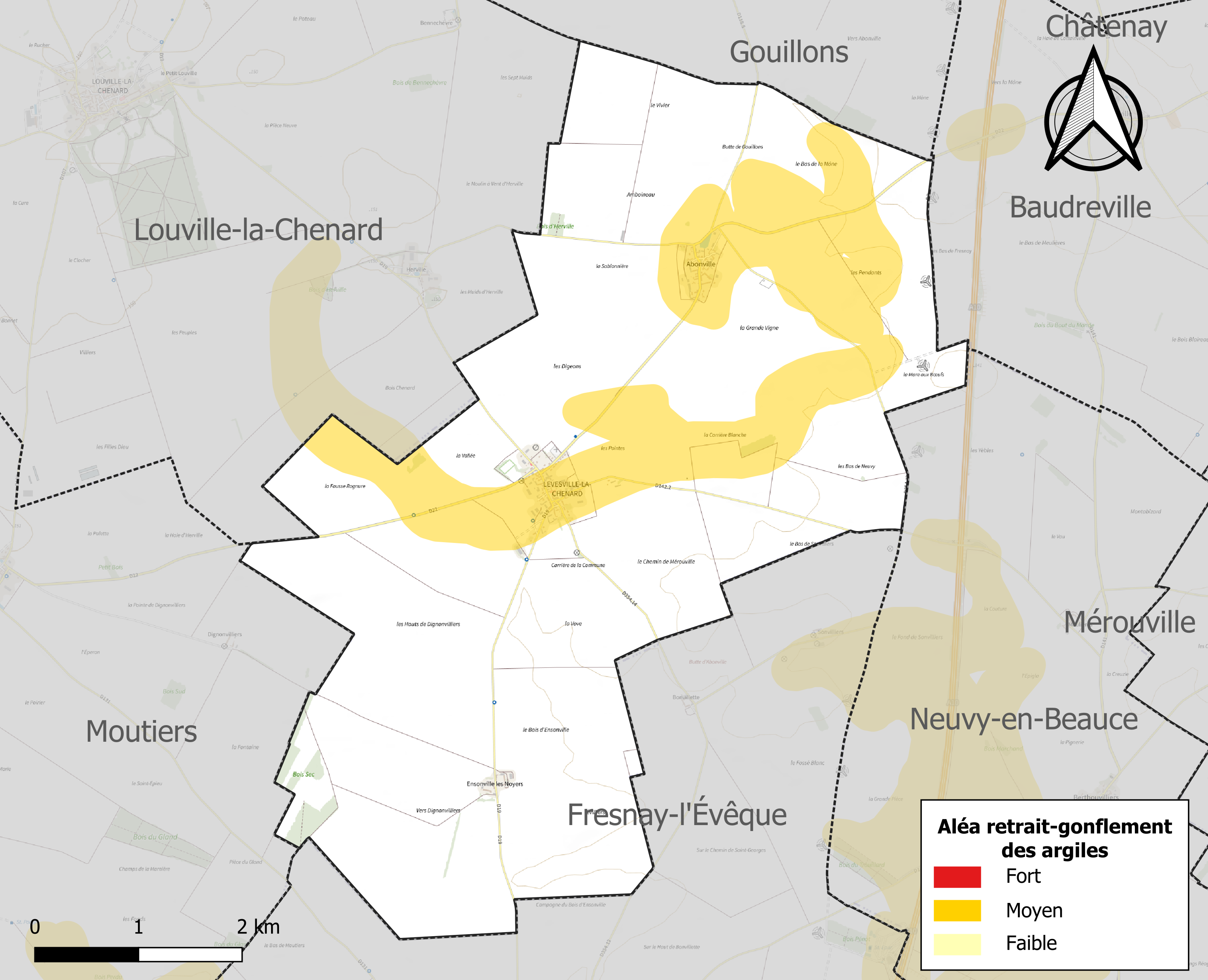
Carte des zones d'aléa retrait-gonflement des sols argileux de Levesville-la-Chenard.

Les mouvements de terrains susceptibles de se produire sur la commune sont des affaissements et effondrements liés aux cavités souterraines. L'inventaire national des cavités souterraines permet de localiser celles situées sur la commune.
Le retrait-gonflement des sols argileux est susceptible d'engendrer des dommages importants aux bâtiments en cas d’alternance de périodes de sécheresse et de pluie. 21,7 % de la superficie communale est en aléa moyen ou fort (52,8 % au niveau départemental et 48,5 % au niveau national). Sur les 107 bâtiments dénombrés sur la commune en 2019, 92 sont en aléa moyen ou fort, soit 86 %, à comparer aux 70 % au niveau départemental et 54 % au niveau national. Une cartographie de l'exposition du territoire national au retrait gonflement des sols argileux est disponible sur le site du BRGM,.
Concernant les mouvements de terrains, la commune a été reconnue en état de catastrophe naturelle au titre des dommages causés par des mouvements de terrain en 1999.

#### Risques technologiques
Le risque de transport de matières dangereuses sur la commune est lié à sa traversée par des infrastructures routières ou ferroviaires importantes ou la présence d'une canalisation de transport d'hydrocarbures. Un accident se produisant sur de telles infrastructures est en effet susceptible d’avoir des effets graves au bâti ou aux personnes jusqu’à 350 m, selon la nature du matériau transporté. Des dispositions d’urbanisme peuvent être préconisées en conséquence.

## Toponymie
Le nom de la localité est attesté sous les formes Levoisville en 1156, Levesvilla vers 1250, Leveville en 1793, Vewille-la-Chenard en 1801.
Les Chenard, originaires de Beauce, dont l'origine remonterait à Goislin Chenard, sont qualifiés seigneurs de Levesville.

## Histoire
Les Chenard, originaires de Beauce, dont l'origine remonterait à Goislin Chenard, sont qualifiés seigneurs de Levesville Quelle époque ?.
Un Girard de Levesville est cité comme premier époux de Julienne de Talvoisin, qui veuve et remariée à Nivelon d'Orsin dote en 1187 pour le repos de l'âme de son premier mari, l'abbaye Notre-Dame de Josaphat
Le nom de la localité est attesté sous les formes Levoisville en 1156, Levesvilla vers 1250, Leveville en 1793, Vewille-la-Chenard en 1801.
En 1696, le prêtre Louis Chauvet, alors curé de la paroisse, fonde la congrégation des Sœurs de Saint-Paul de Chartres. Cette communauté religieuse, établie initialement à Levesville-la-Chenard, se consacre à l'éducation des jeunes filles et aux soins des malades. La cofondatrice de cette congrégation est Marie-Anne de Tilly.
Parmi le patrimoine notable de la commune, on compte l'église Saint-Martin, qui présente la particularité d'avoir, au-dessus de son portail occidental, une mosaïque réalisée en 1934 par le maître verrier chartrain Charles Lorin. Le parvis de l'église accueille également le monument aux morts du village. Un autre élément remarquable est le moulin à vent Fernand Barbier, classé monument historique depuis 1988.
Levesville-la-Chenard est également associée à la famille Briçonnet, une lignée notable de la région. François Briçonnet, seigneur de Levesville, est mentionné comme conseiller au parlement en 1544.
Aujourd'hui, Levesville-la-Chenard fait partie de la communauté de communes Cœur de Beauce et continue de préserver son riche patrimoine historique et culturel.

## Politique et administration

### Liste des maires
| Période                                  | Période      | Identité         | Étiquette | Qualité      |
| ---------------------------------------- | ------------ | ---------------- | --------- | ------------ |
| Avant 1981                               | ?            | Pierre Lasne     | DVG       |              |
| Mars 2001                                | Mars 2014    | François Dousset |           |              |
| Mars 2014                                | Juillet 2020 | Sophie Guichard  | SE        | Contremaître |
| Juillet 2020                             | En cours     | Benoît Morin     |           |              |
| Les données manquantes sont à compléter. |              |                  |           |              |

## Population et société

### Démographie
L'évolution du nombre d'habitants est connue à travers les recensements de la population effectués dans la commune depuis 1793. Pour les communes de moins de 10 000 habitants, une enquête de recensement portant sur toute la population est réalisée tous les cinq ans, les populations de référence des années intermédiaires étant quant à elles estimées par interpolation ou extrapolation. Pour la commune, le premier recensement exhaustif entrant dans le cadre du nouveau dispositif a été réalisé en 2004.

En 2022, la commune comptait 235 habitants, en évolution de +8,29 % par rapport à 2016 (Eure-et-Loir : −0,23 %, France hors Mayotte : +2,11 %).
| 1793 | 1800 | 1806 | 1821 | 1831 | 1836 | 1841 | 1846 | 1851 |
| ---- | ---- | ---- | ---- | ---- | ---- | ---- | ---- | ---- |
| 389  | 396  | 423  | 415  | 430  | 469  | 408  | 405  | 430  |

| 1856 | 1861 | 1866 | 1872 | 1876 | 1881 | 1886 | 1891 | 1896 |
| ---- | ---- | ---- | ---- | ---- | ---- | ---- | ---- | ---- |
| 434  | 434  | 442  | 443  | 453  | 442  | 440  | 406  | 394  |

| 1901 | 1906 | 1911 | 1921 | 1926 | 1931 | 1936 | 1946 | 1954 |
| ---- | ---- | ---- | ---- | ---- | ---- | ---- | ---- | ---- |
| 360  | 332  | 315  | 283  | 265  | 269  | 281  | 292  | 252  |

| 1962 | 1968 | 1975 | 1982 | 1990 | 1999 | 2004 | 2006 | 2009 |
| ---- | ---- | ---- | ---- | ---- | ---- | ---- | ---- | ---- |
| 240  | 198  | 185  | 197  | 216  | 208  | 230  | 225  | 218  |

| 2014 | 2019 | 2022 | - | - | - | - | - | - |
| ---- | ---- | ---- | - | - | - | - | - | - |
| 219  | 220  | 235  | - | - | - | - | - | - |

## Culture locale et patrimoine

### Lieux et monuments

#### Moulin à vent Fernand Barbier
Moulin à vent de Levesville-la-Chenard Fernand Barbier,  Classé MH (1988).

#### Église Saint-Martin
Cet édifice a la particularité de présenter, au-dessus du portail de la façade ouest, une mosaïque réalisée en 1934 par le maître verrier chartrain Charles Lorin. Le parvis de l'église accueille le monument aux morts du village.

L'église Saint-Martin
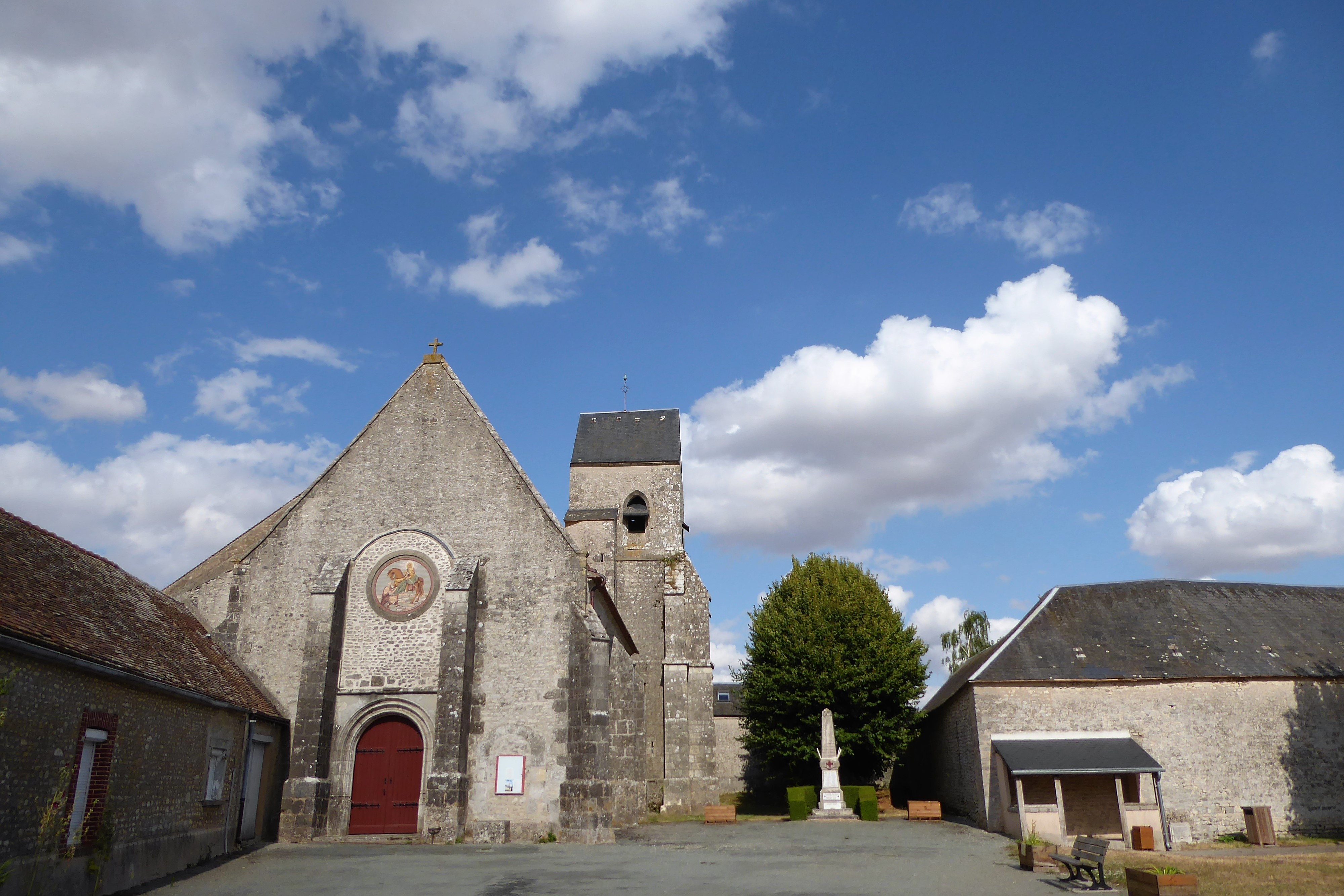
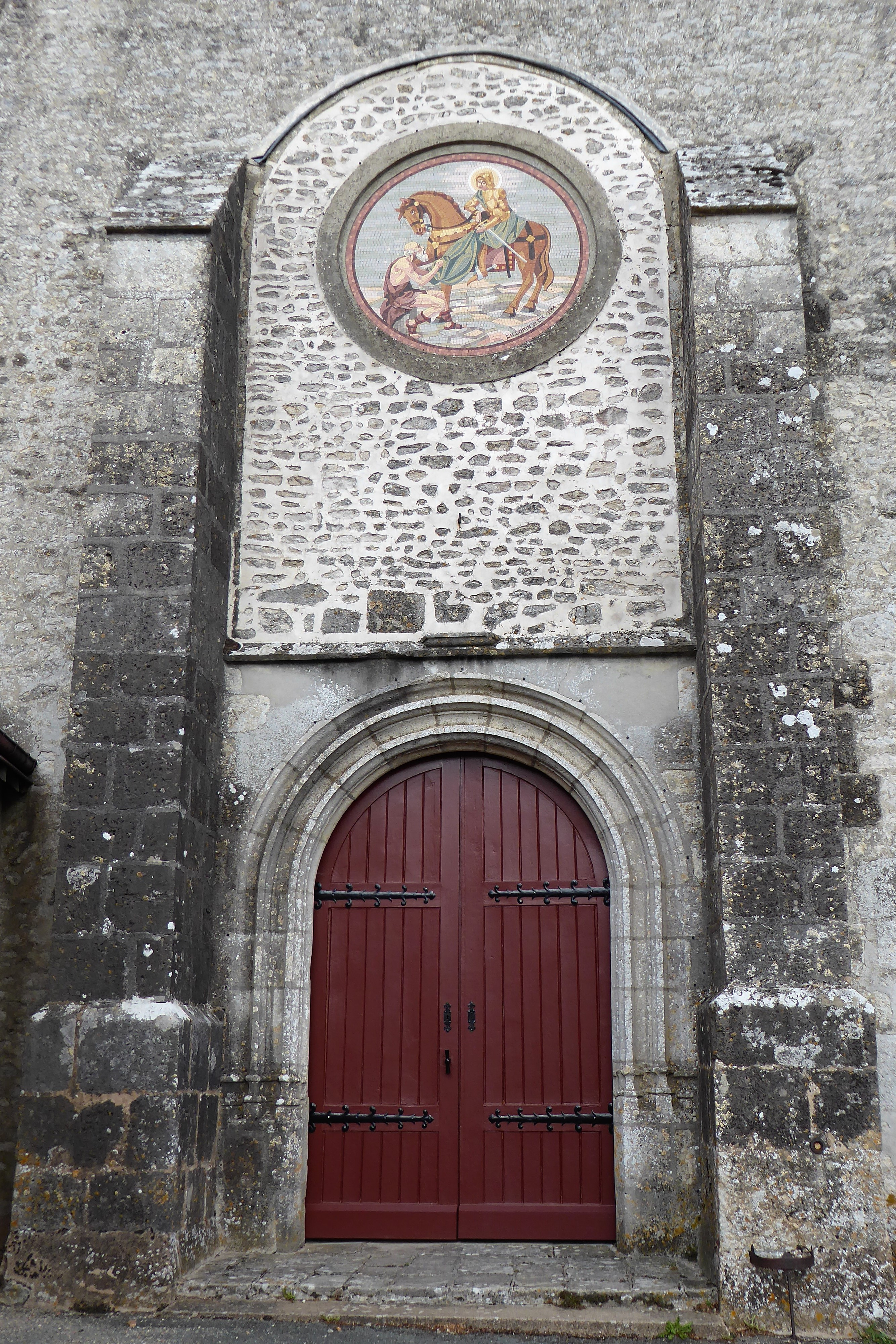
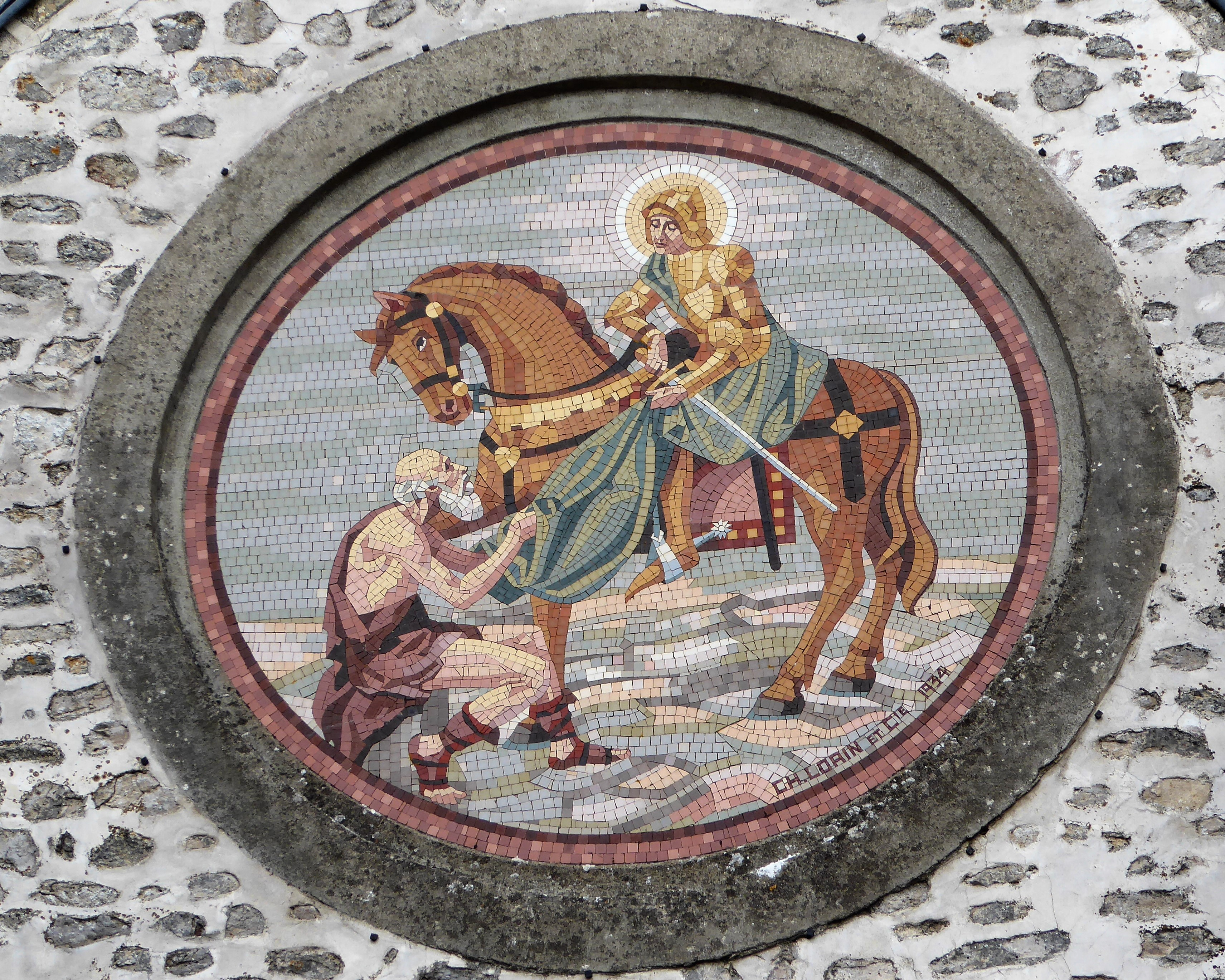

### Personnalités liées à la commune

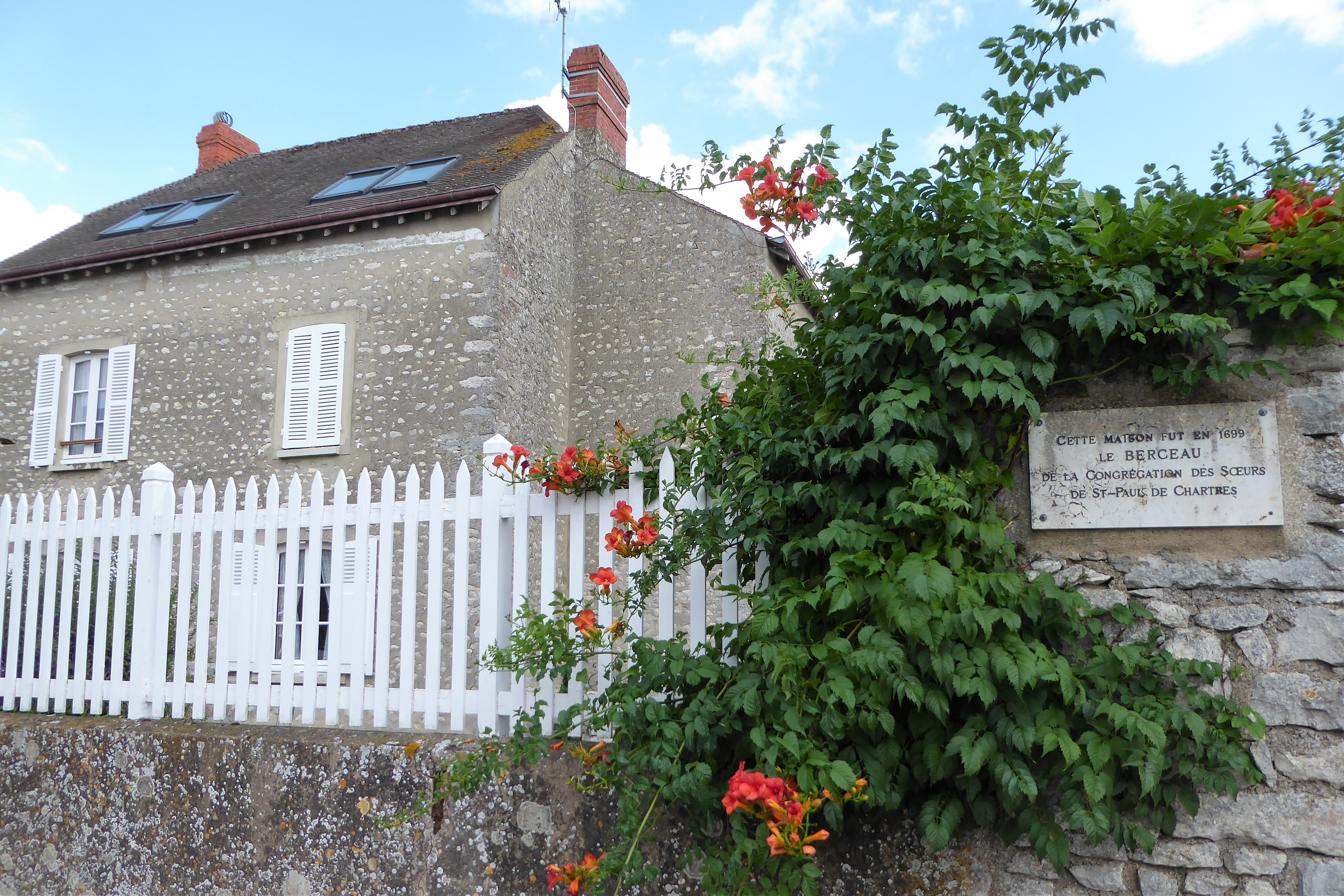
Cette maison fut en 1699 le berceau de la congrégation des sœurs de Saint-Paul de Chartres.

- Louis Chauvet, fondateur de la congrégation des Sœurs de Saint-Paul de Chartres.
- Marie-Anne de Tilly, cofondatrice de la congrégation des Sœurs de Saint-Paul de Chartres.
- Étienne-Denis Dupuis, artiste-peintre, y est né en 1805.